# Киркларелі (провінція)
Киркларелі (тур. Kırklareli) — провінція в Туреччині, розташована на північному заході країни. Столиця — місто Киркларелі (населення 53 000 жителів відповідно до даних на 2000 рік). Зі сходу провінція омивається водами Чорного моря. На півночі провінція межує з Болгарією.  
Населення 326 950 жителів (дані на 2007 рік). Провінція складається з 8 районів.
Територія провінції входить до історичного та географічного регіону Східна Фракія.